# Calumet (Michigan)
Calumet – wieś w Stanach Zjednoczonych, w stanie Michigan, w hrabstwie Houghton.